# Glória d'Oeste
Glória D'Oeste is een gemeente in de Braziliaanse deelstaat Mato Grosso. De gemeente telt 3.185 inwoners (schatting 2009).
De gemeente grenst aan Cáceres, Mirassol d'Oeste, São José dos Quatro Marcos en Porto Esperidião.

## Geboren
- Rafael Tolói (1990), voetballer